# Nonacris longicornis
Nonacris longicornis är en tvåvingeart som beskrevs av Günther Enderlein 1921. Nonacris longicornis ingår i släktet Nonacris och familjen vapenflugor.
Artens utbredningsområde är Colombia. Inga underarter finns listade i Catalogue of Life.